# Garibaldi (Argentina)
Garibaldi è una città dell'Argentina, nel dipartimento di Castellanos nella provincia di Santa Fe. Il paese è stato fondato nel 1886 e venne intitolato a Giuseppe Garibaldi; è divenuto autonomo il 1º aprile 1889. Sorge situato ad est della Provincia e dista 122 km da Santa Fe.